# Thạch Liêm Đại Sán
Thạch Liêm Đại Sán (chữ Hán: 石濂大汕, 1633 - 1704) còn có tên là Thích Đại Sán (釋大汕), hiệu Đại Sán Hán Ông, tục gọi Thạch Đầu Đà (石頭陀); là một thiền sư Trung Quốc, đời thứ 29, tông Tào Động.

## Thân thế và hành trạng
Thiền sư Thạch Liêm  là người Giang Tây (Trung Quốc). Sư sở trường về nhiều môn: học vấn, thi văn, hội họa, chữ viết, thiên văn, địa dư, toán số, thủ công.... Về sau, khi đề tựa tập thơ Ly Lục Đường Tập của Sư, Mao Tế Khả đã viết:
"Trượng nhân là bậc bác nhã khôi kỳ, càng sở trường về thi ca; cho đến các môn như tinh tượng, lịch luật, diễn xạ, lý số, triện lệ, đơn thanh, môn nào cũng siêu việt."
Tuy nhiên, sư không chịu ra làm quan, lại từ biệt mẹ già, cắt tóc đi tu khi còn trẻ, rồi vân du khắp nơi. Sư là đệ tử của Thiền sư Giác Lãng Đạo Thịnh thuộc Tông Tào Động- Thọ Xương Pháp Phái, khi ấy đang trụ trì tại chùa Thượng Lam. Lúc bấy giờ là cuối đời nhà Minh.
Năm sư 26 tuổi, thầy Giác Lãng qua đời, sư tiếp tục tu học, rồi đến làm giảng sư chùa Trường Thọ ở Quảng Đông do Thiền sư Thực Hành làm trú trì. Đến khi vị sư này viên tịch, sư được thừa kế. Nhờ tài hội họa và kiến trúc sẵn có, sư đã biến ngôi chùa này thành một danh thắng của Quảng Đông (Trung Quốc).
Lúc bấy giờ, ở xứ Đàng Trong thuộc Đại Việt (nay là Việt Nam) có chúa Nguyễn Phúc Trăn (ở ngôi chúa: 1687 – 1691) muốn thỉnh danh tăng từ Trung Quốc sang để hoằng dương Phật pháp, và người được cử đi là Hòa thượng Nguyên Thiều. Nghe tiếng, vị Hòa thường này tìm gặp Sư, nhưng vì một lý do nào đó mà sư không nhận lời. Tuy nhiên, sư có cho một đệ tử của mình là Thiền sư Hưng Liên sang, và về sau được chúa Nguyễn trọng dụng tôn làm Quốc sư . Một thời gian sau, chúa Nguyễn lại cử người sang mời, nhưng sư vẫn chưa thể đi được .
Mãi đến năm 1694, khi ấy đã 61 tuổi, sư mới nhận lời mời của chúa Nguyễn Phúc Chu (kế nghiệp chúa Nguyễn Phúc Trăn, ở ngôi chúa: 1691 – 1725). Sách Lịch sử xứ Đàng Trong (tập 1) chép: 
"Năm Giáp Tuất (1694), chúa Nguyễn Phúc Chu lại cử hai vị sư qua Quảng Đông thỉnh Hòa thượng Thạch Liêm, có kèm theo bức thư thỉnh cầu của thiền sư Hưng Liên. Dịp này, sư mới quyết định qua Đàng Trong..."
Cùng đi với sư có độ một trăm người, trong đó hơn phân nửa là tăng chúng, đi trên hai chiếc thuyền buôn mang theo rất nhiều pháp khí, kinh tượng . Sư khởi hành sang Đại Việt ngày 15 tháng giêng năm Ất Hợi (1695), niên hiệu Khang Hy thứ ba mươi tư. Đến ngày 28 tháng ấy, sư đến Thuận Hóa, và ra mắt chúa Nguyễn ngày mùng 1 tháng Hai cùng năm.

Trong thời gian lưu trú tại đây, sư tổ chức giới đàn ở chùa Thiền Lâm (từ mồng 1 đến ngày 12 tháng 4 âm lịch năm Ất Hợi, 1695), và giới đàn chùa Di Đà ở Hội An (ngày mồng 7 tháng 7 âm lịch năm ấy). Cả hai đều có rất đông tăng chúng đến dự. 

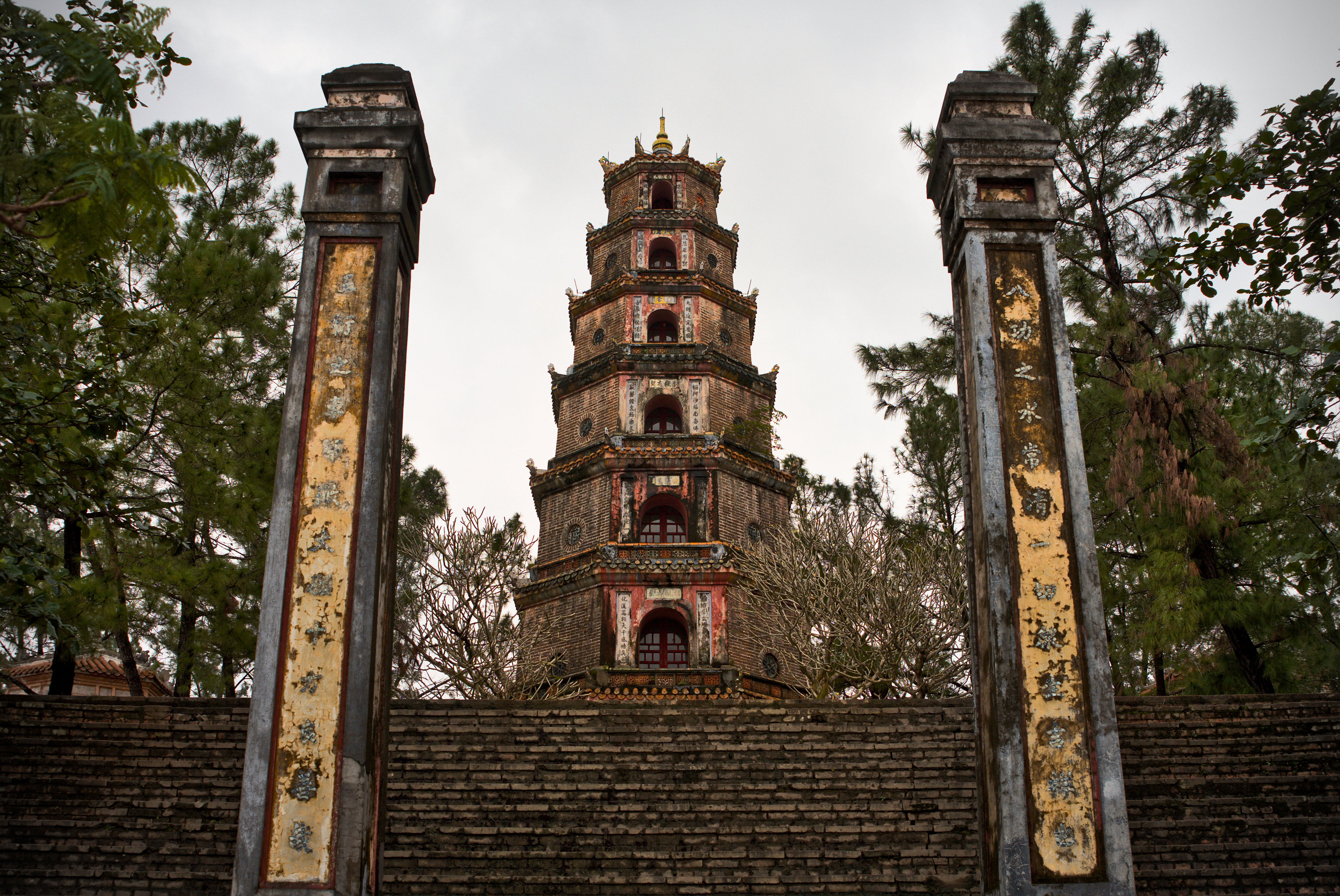
Chùa Thiên Mụ - Cố đô Huế

Xong việc, Thiền sư Thạch Liêm định về nước ngay, nhưng vì gió bão cản trở nên phải lưu lại. Từ Hội An, sư được chúa Nguyễn Phúc Chu cho người vào đón ra chùa Thiên Mụ để dưỡng nhàn, đồng thời dạy đệ tử và thường vời vào cung thưa hỏi đạo lý. Ngoài ra những thân hào nhân sĩ trong nước, hoặc trực tiếp hỏi đạo lý, hoặc gián tiếp đưa thơ hỏi đạo và văn chương khá nhiều .
Tuy nhiên, theo sách Lịch sử Phật giáo Đàng Trong (tập 1), thì sư không ngụ trong chùa Thiên Mụ mà ra phía sau ngôi chùa này, lập phương trượng riêng để ở, và sau này trở thành chùa Khánh Vân .
Sư ở nơi ấy cho đến ngày 24 tháng 6 âm lịch năm Bính Tý (22 tháng 7 năm 1696) mới xuống thuyền về Quảng Đông.
Về nước, có người ghen ghét, cho rằng sư là người "ngạo mạn, dối trá, buôn lậu, v.v..." nên bị quan Án sát Quảng Đông là Hứa Tự Hưng bắt giam tra hỏi, rồi đuổi về Cống Châu (Giang Tây). Lúc bấy giờ là năm 1702.
Ở Cống Châu, sư lại mở đạo tràng ở chùa Sơn Tự, tăng đồ quy tụ rất đông. Thấy đạo tràng ngày một lớn lao, quan sở tại là Tuần phủ Giang Tây lại cho bắt sư áp giải về nguyên quán. Thiền sư Thạch Liêm mất trên đường đi. Đó là vào năm 1704, thọ 71 tuổi.

## Tác phẩm
- Ly Lục Đường Tập (tập thơ)

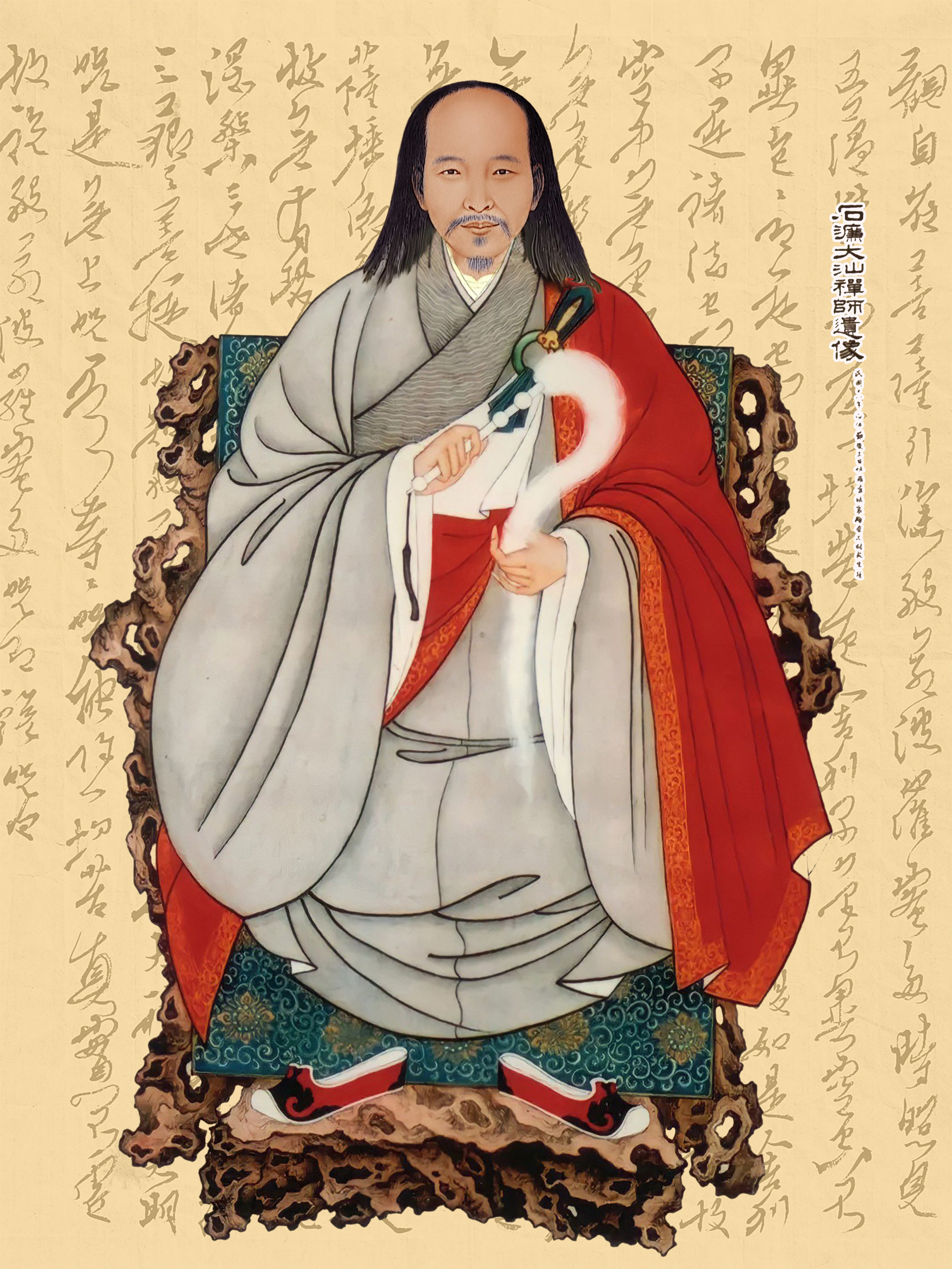

- Kim Cương Trực Sớ: tác phẩm Phật học, từng là sách gối đầu giường của nhiều thế hệ Phật tử miền Nam Việt Nam [9]
- Hộ pháp Kim Thang Thư: sách mỏng, chỉ bày cách tu tập cho chúa Nguyễn Phúc Chu.
- Hải Ngoại Kỷ Sự: gồm 6 quyển, viết sau chuyến thăm Phú Xuân năm 1695. Đây là tác phẩm của người Trung Quốc có nói đến hoạt động của triều đình chúa Nguyễn, và chủ quyền của vương triều ấy tại Hoàng Sa và Trường Sa (tức là Vạn Lý Trường Sa theo cách gọi của người Việt và người nước ngoài thời bấy giờ). Nguyên bản in sách cổ này hiện còn được lưu giữ tại Đông Dương Văn khố Nhật Bản và Quốc lập Trung ương đồ thư quán Trung Hoa. Thượng Hải Tiến bộ thư cục tuyển đã tuyển chọn cuốn sách này vào bộ Bút ký tiểu thuyết đại quan trong đó có đoạn giới thiệu như sau:

"Sách này do Đại Sán Hán ông đời nhà Thanh soạn, tất cả sáu quyển. Khang Hy năm Giáp Tuất, đáp ứng lời mời của Việt vương, ông đi qua Quảng Nam; những nơi trải qua, sơn xuyên, hình thế, phong thổ, tập tục ông đều ghi chép tất cả, xen lẫn những thơ văn rất tao nhã hứng thú. Ông chính là một ẩn giả lánh mình trong cửa thiền vậy. Cừu Triệu Ngao bảo sách này gồm có cái hay của Đỗ Thiếu Lăng, Liễu Tứ Hậu, có thể bổ khuyết những điều mà các sách Sơn Hải Kinh, Hải Chí, Chức Phương Ký, Vương Hội Đồ chưa từng chép đến...."

## Tư tưởng thiền học
Tư tưởng thiền học của Thiền sư Thạch Liêm có thể diễn tả bằng ba công thức: thiền tịnh song tu, Nho Phật nhất trí và Lâm Tào tổng hợp. Đây cũng là xu hướng chung của Thiền tông và giới Phật giáo Trung Quốc vào đời Minh-Thanh. 
- Thiền Tịnh Song Tu: Thiền tông và Tịnh độ tông được phối hợp làm một, và Tịnh độ trở thành một phương pháp hành thiền giản dị mà đại chúng có thể tu tập được. Phật A Di Đà trở thành tự tính của mọi người, thấy được Phật A Di Đà tức là thấy được tự tính của chính mình. Đây là xu hướng chung của Thiền tông đời Minh và được cực lực chủ trương bỏi các vị Thiền sư như Vân Thê Châu Hoằng, Hám Sơn Đức Thanh, Thạch Liêm sống trong thời đại này nên cũng chịu sự ảnh hưởng từ xu hướng đó.
- Nho Phật nhất trí: sư có kiến thức vững vàng về Nho học. Ý tưởng Nho Phật nhất trí của sư được thấy rõ trong hai câu đối đề tại chùa Thiền Lâm năm 1695, khi giời đàn được thiết lập tại đây. Hai câu đối ấy như sau:

Thích thị trì luật, nho giả lý trung, tổng yéu tu thân thành ý, tự nhiên kính trực hồ nội, nghĩa phương hồ ngoại;
Quân tử sắc cơ, thiền nhân tập định, đồng quy kiến tính minh tâm, đoan do giới thận bất đổ, khủng cụ bất văn.
Nghĩa là::
Phật gia trì giới, nho giả lý trung, cốt ở thành ý tu thân, tự nhiên ngoài có nghĩa phương, trong có chính trực;
Quân tử sắc cơ, thiền nhân tập định, đều về minh tâm kiến tính, cũng vì răn nơi chẳng thấy, sợ chỗ chẳng nghe.
Ý tưởng trên còn thể hiện rõ trong phần đầu của lá thư "Hộ pháp Kim thang" mà sư đã viết tặng chúa Nguyễn Phúc Chu ngày chúa thụ giới Bồ Tát. Ngoài ra, trong bản điều trần dâng lên chúa Nguyễn, sư đề nghị bốn điều, trong đó có điều thứ tư là mở trường để đào tạo nhân tài. Sư đề nghị "dựng nhà quốc học, tôn thờ Khổng Thánh, tàng trữ sách Nho giáo và mời các nhà lý học danh nho ra làm thầy để giảng minh đạo Thánh"...
- Lâm Tào tổng hợp: những đặc tính của thiền phái Tào Động như nguyên tắc Động Sơn Ngũ Vị, Thiền Mặc Chiếu, v.v... không thấy nhắc đến trong thiền ngữ và thi văn của Thạch Liêm. Trái lại trong lúc chỉ dẫn cách tu cho đệ tử, sư hay nêu ra thoại đầu và công án rất thịnh hành trong phái Lâm Tế. Ví dụ trong Hộ pháp Kim Thang Thư viết cho chúa Nguyễn Phúc Chu, ông đề nghị chúa tham khảo thoại đầu Ai là chủ nhân của ta? (Như hà thị ngã chủ nhân công)..."...[12]. Đây là điều dễ hiểu bởi Thiền Mặc Chiếu đã thất truyền ở Trung Quốc từ cuối đời Nguyên và chỉ còn bên Nhật Bản nên thiền công án thoại đầu đã trở thành phương thức tu tập chung cho cả tông Lâm Tế và Tào Động ở Trung Quốc bắt đầu từ đời Minh. Thạch Liêm sống vào cuối thời Minh nên ông cũng chịu ảnh hưởng từ Thiền công án thoại đầu. Điều này được chứng minh qua những vị Thiền sư cùng môn phái đi trước ông như Giác Lãng Đạo Thịnh, Hối Đài Nguyên Cảnh, Vô Minh Huệ Kinh cũng ngộ đạo nhờ tham công án thoại đầu.

## Nhận định

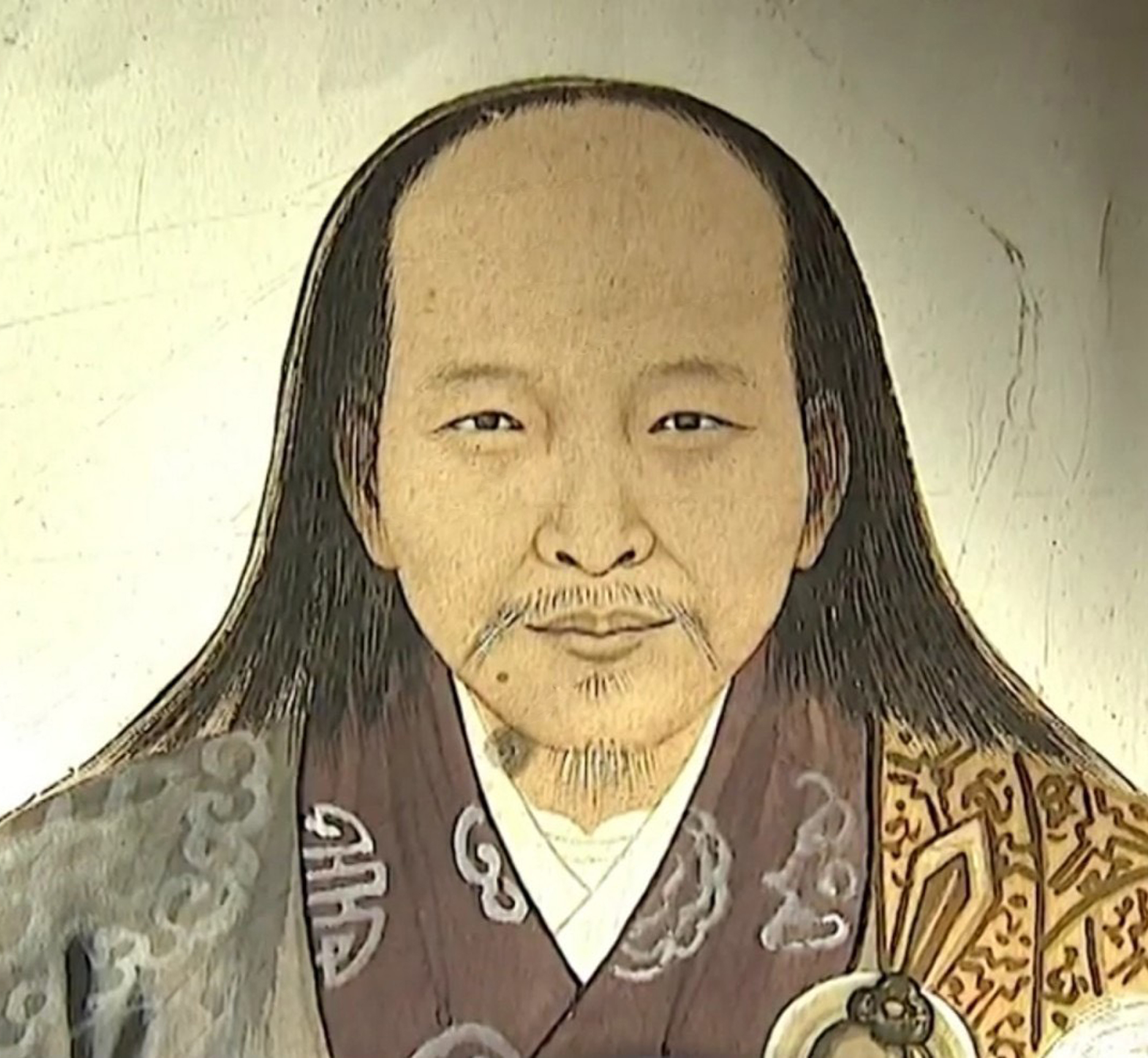

Theo GS. Nguyễn Lang trong sách Việt Nam Phật giáo sử luận (tập 2), thì: 
"Thạch Liêm là một nhà sư và là một nghệ sĩ đa tài. Sư giao thiệp thân mật với hầu hết các văn nhân nổi tiếng đương thời. Cũng vì tiếng tăm lừng lẫy, cộng thêm tính cương trực và ưa nói thẳng của sư, nên có nhiều người ghen ghét và chống đối sư kịch liệt... Phần tư tưởng thièn học của Thạch Liêm không có gì đặc biệt và sâu sắc lắm. So với các thiền sư như Hương Hải, Chân Nguyên, ta thấy kinh nghiệm tu chứng của Thạch Liêm không được vững chãi bằng. Như trên đã nói, Thạch Liêm, trên hết là một nghệ sĩ..."
Trích nhận xét của Thích Tâm Hải, tác giả quyển Phật học cơ bản (tập 3): 
"Tại xứ Đàng Trong, có lẽ người đầu tiên mang dòng thiền Tào Động đến là Quốc sư Hưng Liên tại chùa Tam Thai, Quảng Nam. Tuy nhiên, người đã làm cho nó trở nên thịnh là ngài Thạch Liêm. Ngài được chúa Nguyễn Phúc Chu mời đến nước ta (Thuận Hóa, tức Huế) vào năm 1695, tổ chức đại giới đàn truyền giới cho nhiều người xuất gia và tại gia. Chúa Nguyễn Phúc Chu và nhiều hoàng thân quốc thích của chúa thọ giới Bồ tát tại đây. Về mặt tư tưởng Thiền, ngài Thạch Liêm không mang đến những tư tưởng gì mới, Ngài xiển dương phương pháp Thiền-Tịnh song tu, vốn là truyền thống của Phật giáo nước ta. Tuy nhiên, tư tưởng đưa đạo vào đời thì được ủng hộ mạnh mẽ, điều đó được thể hiện qua con người của chúa Nguyễn Phúc Chu, đệ tử của Ngài...Về truyền thừa thì dường như dòng thiền này không có duyên lắm với xứ Đàng Trong, không thấy nhắc đến các thế hệ tiếp sau thời chúa Nguyễn Phúc Chu..."